# Río Carrileufú
El Carrileufú es un río que se encuentra en la provincia del Chubut en la Patagonia, República Argentina. Pertenece a la cuenca del río Futaleufú, que a través del río Yelcho, desagua a través del territorio chileno en el océano Pacífico.

## Recorrido
El río nace en cercanías de la localidad de Cholila, cuyas aguas provienen del lago Cholila, río Blanco y lago Pellegrini. Atraviesa el valle homónimo (rodeado de cerros de la cordillera de los Andes), pasando por la localidad de La Bolsa y desemboca en el lago Rivadavia a 527 m s. n. m.

## Galería de imágenes

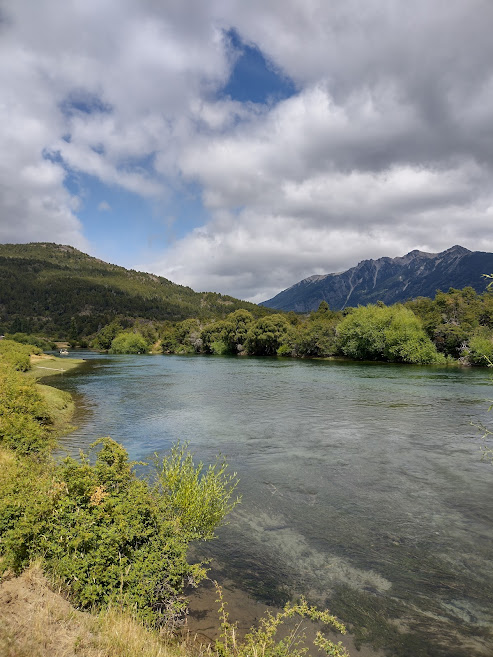
Río Carrileufú en Villa Rivadavia
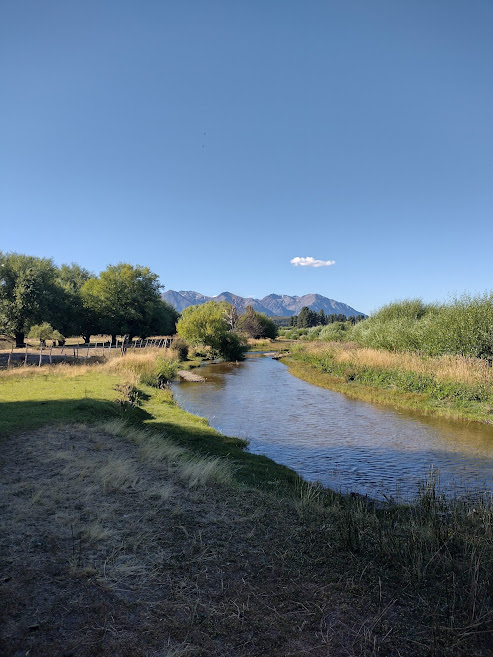
Rio Carriluefú en Cholila